# Jardin Caroline-Aigle
Le jardin Caroline-Aigle est un jardin public situé sur la rive gauche de la Seine, localisé dans le parc André-Citroën.

## Situation et desserte
Le jardin Caroline-Aigle se situe dans le parc André-Citroën, dans le 15e arrondissement de Paris. Il est desservi par la ligne 10 (station Javel - André Citroën) et par la ligne 8 (stations Lourmel et Balard), le RER C (gare du Pont du Garigliano et gare de Javel) et la ligne de tramway T3a (station Pont du Garigliano).

## Historique
La dénomination de ce jardin rend hommage à Caroline Aigle (1974-2007), pilote de chasse et héroïne de l'Armée de l'air.
Le nom a été officialisé par vote du Conseil de Paris en 2015.
Le jardin a été inauguré le 3 juillet 2015.

## Urbanisme

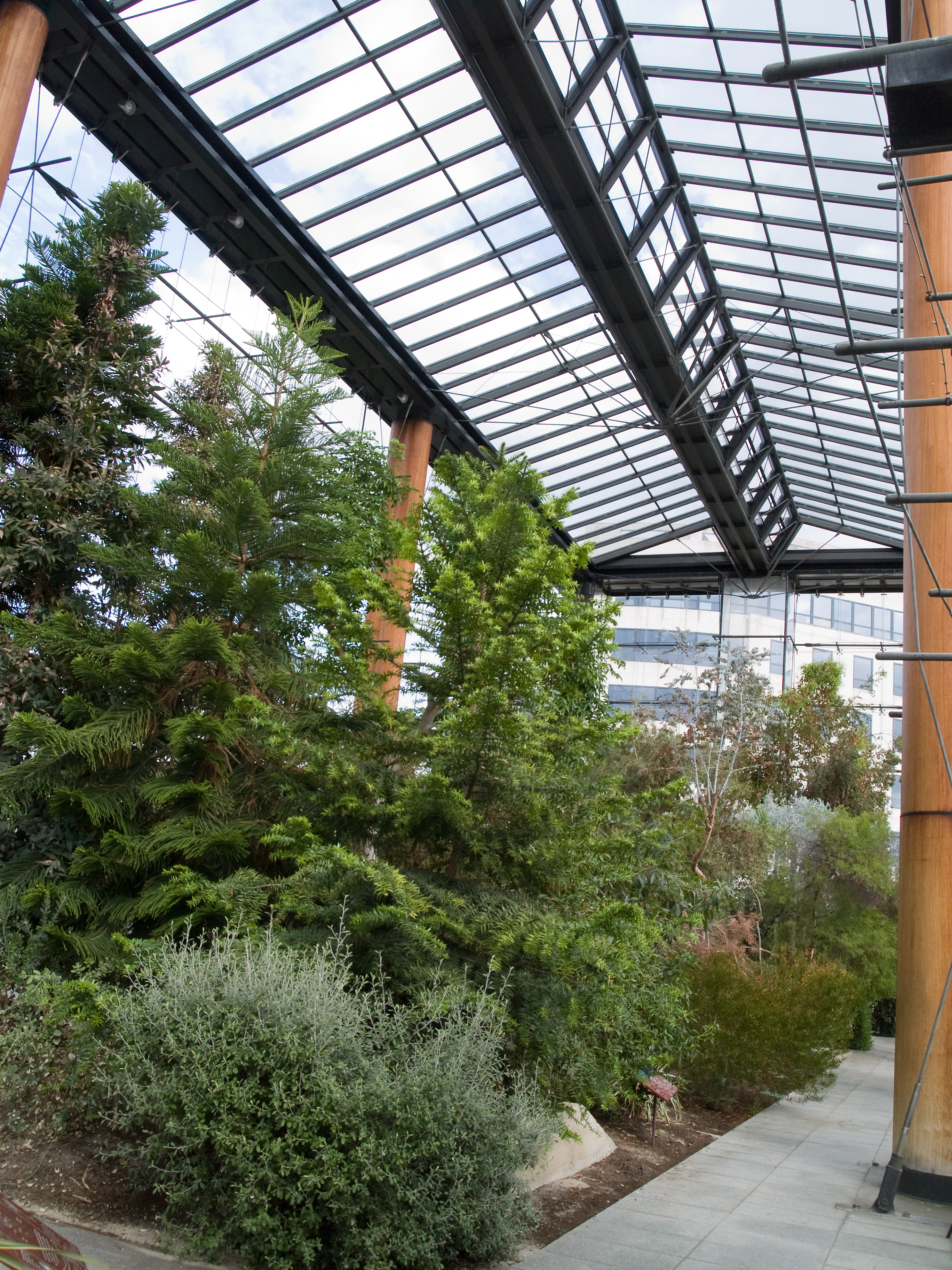
L’intérieur d’une des deux grandes serres.

Les maîtres d’œuvre du parc André Citroën, auquel appartient le jardin, sont les paysagistes Gilles Clément, Allain Provost et les architectes Patrick Berger, Jean-François Jodry et Jean-Paul Viguier.